# السی راندولف
السی راندولف (انگلیسی: Elsie Randolph؛ ۹ دسامبر ۱۹۰۴ – ۱۵ اکتبر ۱۹۸۲) یک هنرپیشه، خواننده و رقصنده اهل انگلستان بود. راندلف در لندن متولد شد و در همان‌جا درگذشت.
مقالات او در کلکسیونی در دانشگاه بیرمنگام وجود دارد و همچنین جزئیات عملکرد او در این کلکسیون جمع‌آوری شده‌است.

## گزیدهٔ نقش‌آفرینی‌ها
از فیلم‌ها یا برنامه‌های تلویزیونی که وی در آن نقش داشته‌است می‌توان به آثار زیر اشاره کرد.
- بتلینگ باتلر (۱۹۲۳)
- مادام پمپادور (۱۹۲۴)
- غنی و غریب (۱۹۳۱)
- جنون (۱۹۷۲)
- ادوارد و خانم سیمپسون (۱۹۷۸)